# S/2012 (469505) 1
S/2012 (469505) 1 é o objeto secundário do corpo celeste denominado de (469505) 2003 FE128. Ele é um objeto transnetuniano que tem cerca de 131 km de diâmetro e orbita o corpo primário a uma distância de 2 140 ± 50 km.

## Descoberta
S/2012 (469505) 1 foi descoberto no dia 26 de junho de 2008 por K. S. Noll, W. M. Grundy, S. D. Benecchi e H. A. Levison através do Telescópio Espacial Hubble e sua descoberta foi anunciada em 2012.